# پرواز ۱۱۲ آلیتالیا
پرواز ۱۱۲ آلیتالیا (انگلیسی: Alitalia Flight 112) پروازی بود که قرار بود از فرودگاه لئوناردو دا وینچی-فیومیچینو در رم به مقصد فرودگاه پالرمو انجام شود و ۱۱۵ مسافر داشت. در ۵ مه ۱۹۷۲ این هواپیما به کوه مونتانیا لونگا برخورد کرد و تمامی ۱۱۵ مسافر آن کشته شدند.
بازرسان پرواز معتقدند که خلبانان پرواز دید ۴٫۸ کیلومتری داشتند و به بردارهای تعیین‌شده توسط مراقبت پرواز پایبند نبودند. این مرگبارترین فاجعه تک‌هواپیما در ایتالیا و دومین فاجعه مرگبار پس از فاجعه فرودگاه لیناته در سال ۲۰۰۱ است. این سانحه، بدترین حادثه در تاریخ آلیتالیا است. امروزه بنای یادبودی در محل سقوط هواپیما ساخته شده است.
روایت دیگری از علت وقوع این سانحه توسط برخی از بستگان قربانیان وجود دارد. خانم ماریا الئونورا فایس، خواهر آنجلا فایس، که در آن سانحه جان باخت، توانست پس از سال‌ها، گزارش معاون رئیس‌پلیس «جوزپه پری» را پیدا کند که می‌گوید هواپیما به دلیل بمب‌گذاری منفجر شده است. پری در گزارش خود این سقوط را نتیجهٔ همکاری افرادی از مافیای سیسیل و یک گروه خرابکار راست‌گرا دانسته است. انجمن ملی خلبانان ایتالیایی (ANPAC) از این روایت طرفداری کرد و احتمال اشتباه خلبانان پرواز را به‌دلیل تجربه طولانی آنها و همچنین رد شدن اتهام مستی آنان که برای اثبات مسئولیت «انحصاری» خلبانان مطرح شده بود، نپذیرفت.
| ملیت       | تعداد مسافران | تعداد خدمه پرواز | جمع |
| ---------- | ------------- | ---------------- | --- |
| ایتالیایی  | ۱۰۲           | ۶                | ۱۰۸ |
| بریتانیایی | ۳             | ۰                | ۳   |
| فرانسوی    | ۲             | ۰                | ۲   |
| آمریکایی   | ۱             | ۰                | ۱   |
| بلژیکی     | ۰             | ۱                | ۱   |
| جمع کل     | ۱۰۸           | ۷                | ۱۱۵ |